# Rue Edith-Cavell
La rue Edith-Cavell est une voie de la commune française de Courbevoie.

## Situation et accès

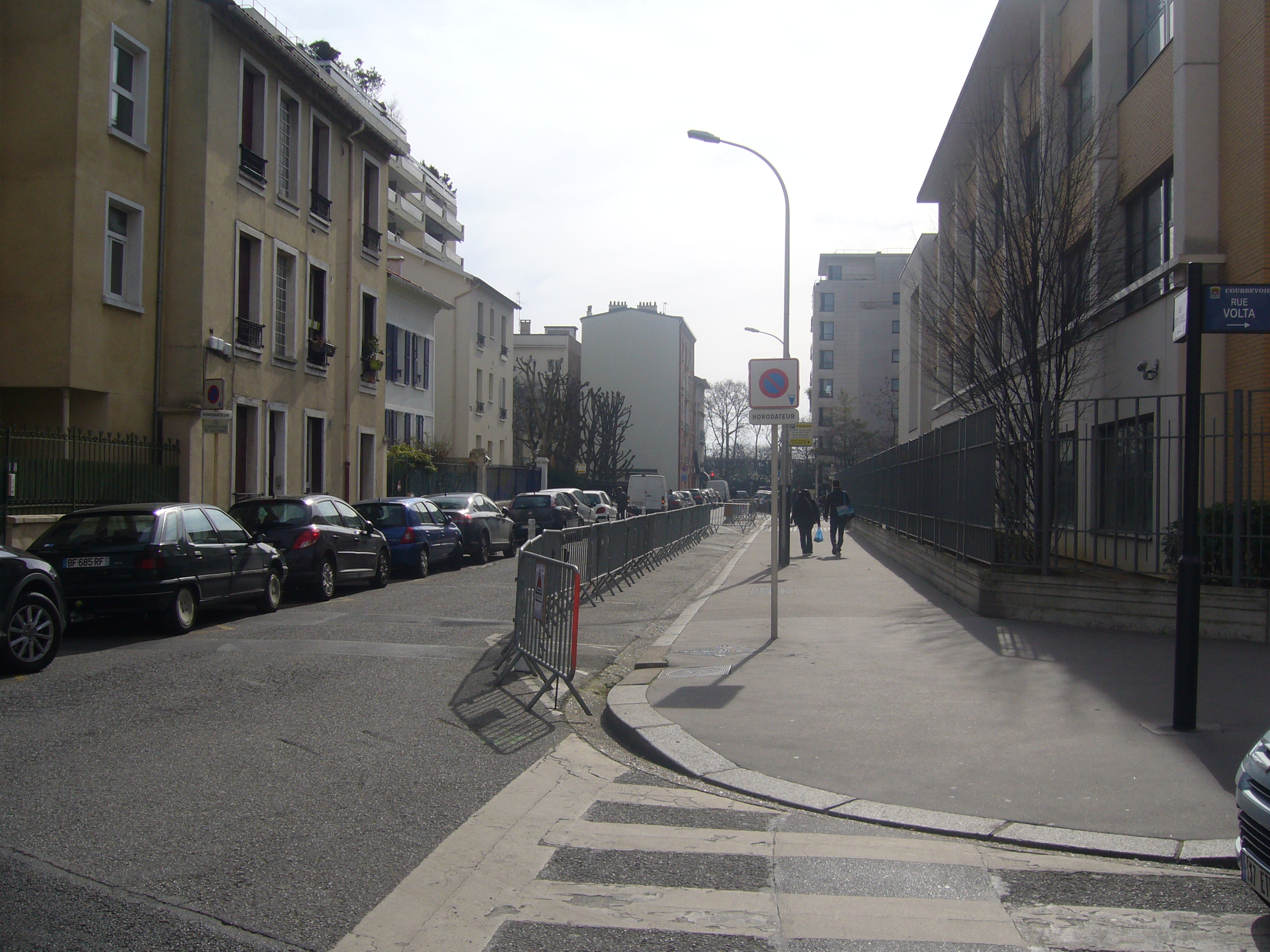
Rue Edith-Cavell, à l'angle de la rue Volta, vers le Sud et le parc de Bécon.

Orientée du nord-ouest au sud-est, la rue Edith-Cavell rencontre la rue Armand-Silvestre et la rue Volta. Elle est accessible par la gare de Bécon-les-Bruyères.

## Origine du nom
Cette rue a été nommée en hommage à Edith Cavell, infirmière britannique fusillée par les Allemands pour avoir permis l'évasion de centaines de soldats alliés de la Belgique alors sous occupation allemande pendant la Première Guerre mondiale.

## Historique

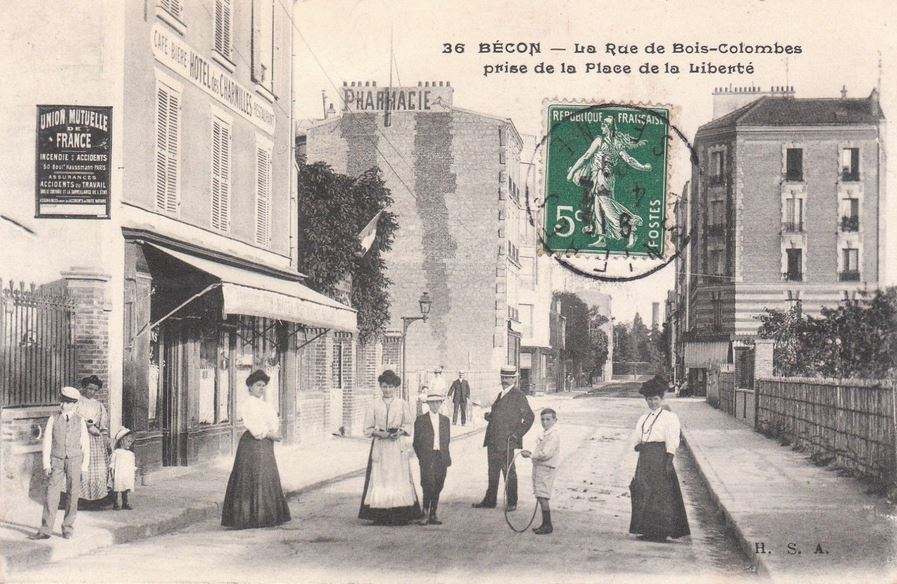
La rue de Bois-Colombes prise de la place de la Liberté.

Datant de l'après-première guerre mondiale, cette rue a été formée avec la partie sud de la rue de Bois-Colombes, tandis que le côté nord a gardé son nom d'origine.

## Bâtiments remarquables et lieux de mémoire
- Parc de Bécon.
- Marché de Villebois-Mareuil.
- Square Volta.